# 渡辺龍聖
- 渡辺竜聖
- 渡辺龍聖
- 渡邊龍聖

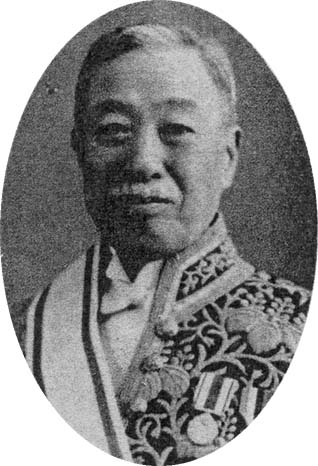
渡辺龍聖

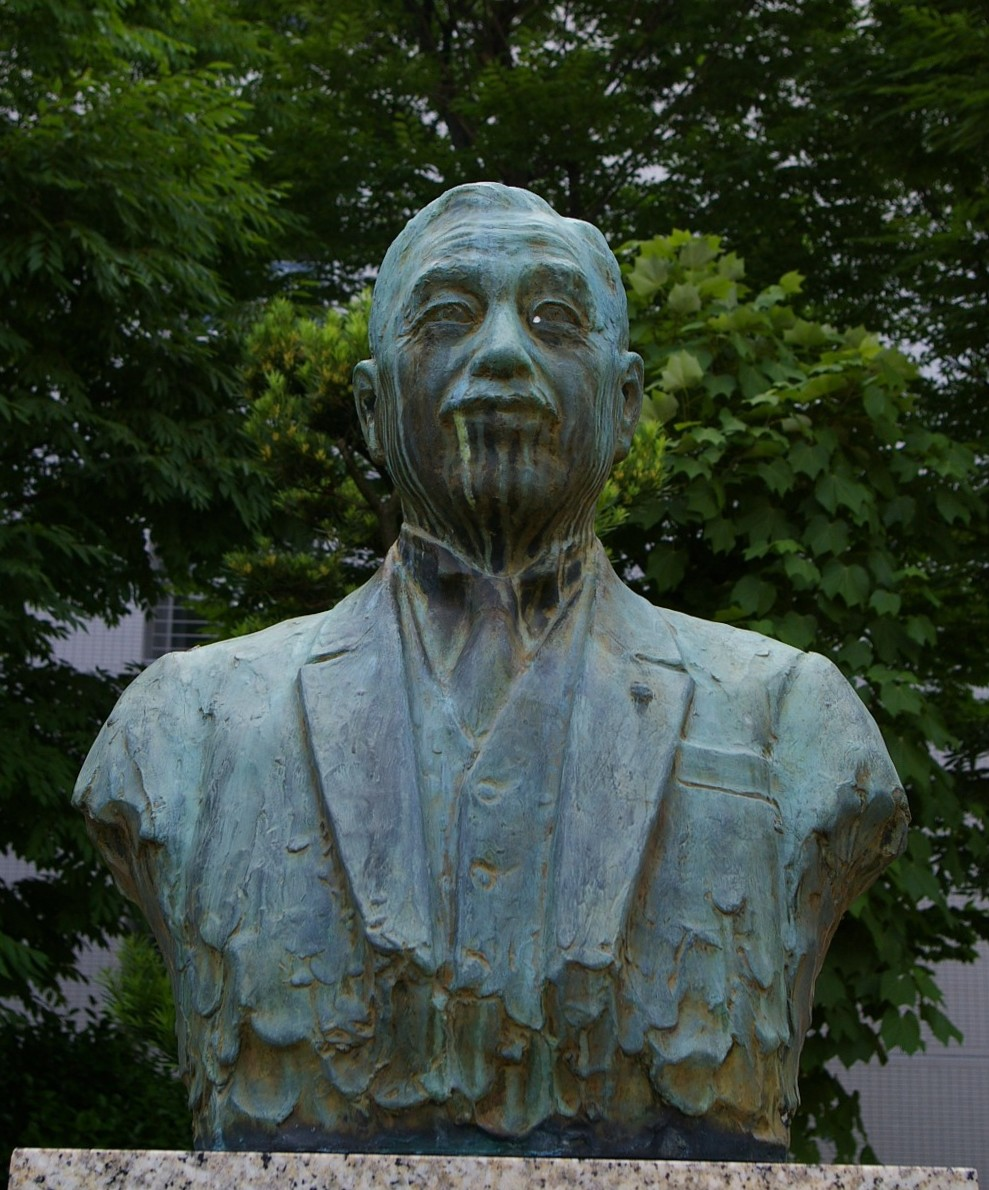
渡辺龍聖の銅像（名古屋大学内）

渡辺 龍聖（わたなべ りょうせい・わたなべ りゅうせい、1865年10月17日〈慶応元年8月28日〉 - 1944年〈昭和19年〉7月2日）は明治時代から昭和初期にかけての日本の教育者、倫理学者。文学博士。号は乾甫。

## 来歴
越後国古志郡吉水村（現・新潟県長岡市）生まれ。
東京専門学校（現早稲田大学）を卒業、東京帝国大学文科大学（現東京大学文学部）で学び、アメリカのコーネル大学で哲学博士号取得（1892年・専攻は倫理学・哲学史・心理学）。
1898年6月高等師範学校附属音楽学校主事。1899年8月に東京音楽学校校長（現東京芸術大学）に就任。校長時代には瀧廉太郎を支えた。
1911年小樽高等商業学校初代校長（現小樽商科大学）に就任。
やがて、名古屋高等商業学校（現名古屋大学経済学部）の創立委員長を務めたのち、1920年11月初代校長に就任した。

## 著作

### 単著
- 『倫理学入門 一名・倫理研究の方法』須藤周二郎筆記、公論社、1900年8月。 NCID BA34812678。全国書誌番号:40003794。
- 『倫理学序論 一名・批評的倫理学』開発社、1900年12月。 NCID BN09872680。全国書誌番号:40003784。
- 『普通実践倫理』 上下巻、目黒書店・成美堂、1900年3月-1901年12月。 NCID BA37352836。全国書誌番号:40003492。
- 『倫理学講義』私立教育会、1901年2月。 NCID BA34810843。全国書誌番号:40003773。
- 『批評的倫理学』開発社、1921年2月。 NCID BN09872410。全国書誌番号:43002076。
  - 『批評的倫理学』（訂正再版）開発社、1922年10月。 NCID BN12753985。全国書誌番号:43002077。
- 『実践倫理入門』成美堂・目黒書房、1902年11月。 NCID BB17035292。
- 『産業振興と教育の改善』名古屋高等商業学校、1925年7月。 NCID BB01063255。
- 『乾甫式辞集』名古屋高等商業学校、1929年9月。 NCID BN15771553。全国書誌番号:44015864。
- 『倫理学の内容と其研究方法』名古屋高等商業学校、1931年5月。 NCID BA82938429。
- 『大和民族の伝統的精神文化の由来及び其中心思想』南光社〈精神作興叢書 第1輯〉、1933年1月。 NCID BA82937856。全国書誌番号:44025191。
- 『七福神と人生 長者長命の秘訣』南光社〈精神作興叢書 第3輯〉、1933年9月。 NCID BA82937550。全国書誌番号:44028639。
- 『七福神と人生 平子・内田両家の慶事を祝福して』渡辺竜聖、1933年9月。全国書誌番号:44045515。
- 『忘恩物語』南光社〈精神作興叢書 第2輯〉、1933年6月。 NCID BA82938076。全国書誌番号:47004538。
- 『浮世物語』南光社〈精神作興叢書 第4輯〉、1934年6月。 NCID BA82937958。全国書誌番号:47004539。

### 共著
- 田中達、渡辺龍聖『セス氏倫理学綱要』東京専門学校出版部〈名著綱要文学教育科 2〉、1901年。 NCID BA34807984。全国書誌番号:40002960。
- 渡辺龍聖、中島半次郎『倫理学教科書』成美堂・目黒書店、1902年11月。 NCID BA8720822X。全国書誌番号:40003761。

### 共訳
- セス 著、渡辺龍聖・田中達 訳『倫理学綱要』早稲田大学出版部〈早稲田小篇〉、1903年7月。 NCID BA44404124。全国書誌番号:40003774。

### 校閲
- 林甕臣『教育勅語 修身唱歌』山田源一郎曲、君民同祖書院、1901年6月。
  - 林甕臣『教育勅語 修身唱歌』山田源一郎曲（訂正再版）、君民同祖書院、1901年9月。 NCID BA50452970。全国書誌番号:40073383。

## 親族
- 弟 加藤知正（衆議院議員）[5]

## 関連文献
- 「渡辺竜聖履歴書」（小樽商科大学所蔵）
- 阿部洋 「清末直隷省の教育改革と渡辺龍聖」（『国立教育研究所紀要』第115集、1988年3月、NAID 110000448043）
  - 「清末直隷省の学堂教育と日本人教習」（阿部洋著 『中国近代学校史研究 : 清末における近代学校制度の成立過程』 福村出版、1993年2月、ISBN 4571100973）
- 倉田稔 「小樽高等商業学校と渡辺龍聖」（『商学討究』第44巻第4号、小樽商科大学、1994年3月、NAID 110006555689）
  - 「実業教育の理念と実践 : 初代・渡辺龍聖」（小樽高商史研究会編 『小樽高商の人々』 北海道大学図書刊行会、2002年3月、ISBN 4832933418）
  - 「小樽高商初代校長 渡辺龍聖続伝」（『商学討究』第54巻第1号、2003年7月、NAID 110000232076）
  - 倉田稔著 『諸君を紳士として遇す : 小樽高等商業学校と渡辺龍聖』 小樽商科大学出版会、2010年4月、ISBN 9784877383770
- 中村治人 「実業専門学校経営論に関する史的考察ノート : 渡邊龍聖『乾甫式辞集』に見られる商業専門教育論」（『名古屋大学史紀要』第5号、名古屋大学史編集室、1997年3月、NAID 110000471511）
  - 「渡辺龍聖『乾甫式辞集』に見られる実業専門学校経営論」（篠田弘、加藤詔士編著 『地方教育史論考』 大学教育出版、2000年3月、ISBN 4887303807）